# Мадлин Олбрайт
Мадлин Корбел Олбрайт (на английски: Madeleine Korbel Albright, с рождено име Мария Яна Корбелова, на чешки: Marie Jana Korbelová) е американска дипломат и политичка от Демократическата партия.
Тя е държавен секретар на САЩ при президента Бил Клинтън от 1997 до 2001 г. Първата жена държавен секретар е силно критикувана от опонентите си заради твърдата ѝ подкрепа на санкциите срещу правителството на Ирак.

## Биография
Мадлин Олбрайт произхожда от семейство на чешки евреи, приели католицизма. Родена в Прага, още като малка получава прозвището „Мадленка“, както я наричала баба ѝ. Славяно-чешкото ѝ име се закрепя по време на образованието ѝ в швейцарски пансион. Баща ѝ Йозеф Кербел е чехословашки дипломат в Белград. Дъщеря му Мадлен встъпва в лоното на Епископалната църква или Англиканската църква в САЩ. През 1939 г. семейството на Мадлен напуска протектората Бохемия и Моравия и се установява в Лондон. След края на Втората световна война семейството се връща в Чехословакия, където Йозеф Кербел отново постъпва на дипломатическа служба – посланик на Чехословакия в Югославия на Тито. След като властта в Чехословакия е завзета от комунистическата партия, Йозеф Кербел отново бяга със семейството си от страната, емигрирайки в САЩ, където преподава в Университета в Денвър.
Мадлин Олбрайт е номинирана от Бил Клинтън на 5 декември 1996 г. за Държавен секретар на САЩ. Тя е първата жена, заемала този пост в историята на САЩ. Предходно Олбрайт е заемала длъжностите постоянен представител на САЩ към ООН, член на Кабинета на президента Бил Клинтън, член на Националния Съвет за сигурност, президент на неправителствената организация Център за национална политика. Този център е създаден през 1981 г. от представители на правителството, промишлеността, труда и образованието и има за своя цел проучване и обсъждане на различни вътрешни и международни събития.
Мадлин Олбрайт е професор в Джорджтаунския университет и ръководител на програмата „Жени в международните събития“, в който изнася лекции по външнополитически въпроси.
От 1981-82 г. на Олбрайт е присъдена дружествената награда на международния център „Удроу Уилсън“ (Woodrow Wilson) – интернационален център за стипендианти, за спечелен конкурс с тема за Ролята на пресата в политически промени в Полша през ранната 1980 г. Мадлин Олбрайт е и старши сътрудник по въпросите на съветските и източноевропейските контакти в Центъра за стратегическите и международни проучвания, водейки проучване за развитието и тенденциите в СССР и Източна Европа преди падането на Берлинската стена.
През 1976-1978 г. е главен законодателен асистент на сенатор Мускии. Има политическа награда и от колежа на Уелсли. Владее френски, чешки, руски и полски език.
Семейна е, има 3 дъщери. Посещава България през 1999 г., подготвяйки първата визита на действащ американски президент в историята на страната – тази на Бил Клинтън в края на XX век.
Умира на 84 години от онкологично заболяване във Вашингтон на 22 март 2022 г.